# Kościół św. Marii Magdaleny w Templinie
Kościół św. Marii Magdaleny (niem. Sankt-Maria-Magdalena-Kirche) – protestancka świątynia parafialna znajdująca się w niemieckim mieście Templin.

## Historia
Pierwszy kościół w tym miejscu wzniesiono na przełomie XIII i XIV wieku. Spłonął on w 1492, na jego miejscu wzniesiono kolejną świątynię, strawioną przez pożar w 1530. Ponownie przystąpiono do odbudowy. W 1539 kościół przeszedł w ręce luteran, którzy zmienili mu imię na obecne. W 1618 świątynia została ponownie zniszczona przez pożar i szybko odbudowana. Podczas pożaru miasta 24 sierpnia 1735 kościół został prawie całkowicie zniszczony. Odbudowaną świątynię konsekrowano w 1749, a w 1751 ukończono budowę wieży. Budynek gruntowanie odrestaurowano w latach 1877-1878 i 1995-1996, a w 1998-1999 wymieniono pokrycie dachu. 
W 1970 w tymże kościele konfirmowano przyszłą kanclerz Niemiec Angelę Merkel, a przy templińskiej parafii posługiwał jej ojciec, teolog Horst Kasner. 

## Architektura i wyposażenie
Świątynia barokowa, trójnawowa, orientowana. Wieża kościelna ma wysokość 70 metrów, od 1952 zawieszone są na niej trzy dzwony. W zakrystii zachowało się gotyckie sklepienie krzyżowo-żebrowe. Emporę zdobią organy z 1994, wykonane przez pracownię Alexander Schuke Potsdam Orgelbau, z jednym pedałem, trzema manuałami i 38 głosami. We wschodniej części północnej nawy znajdują się organy z 1940 zwane Osmond-Orgel, z jednym manuałem i siedmioma głosami.

## Galeria

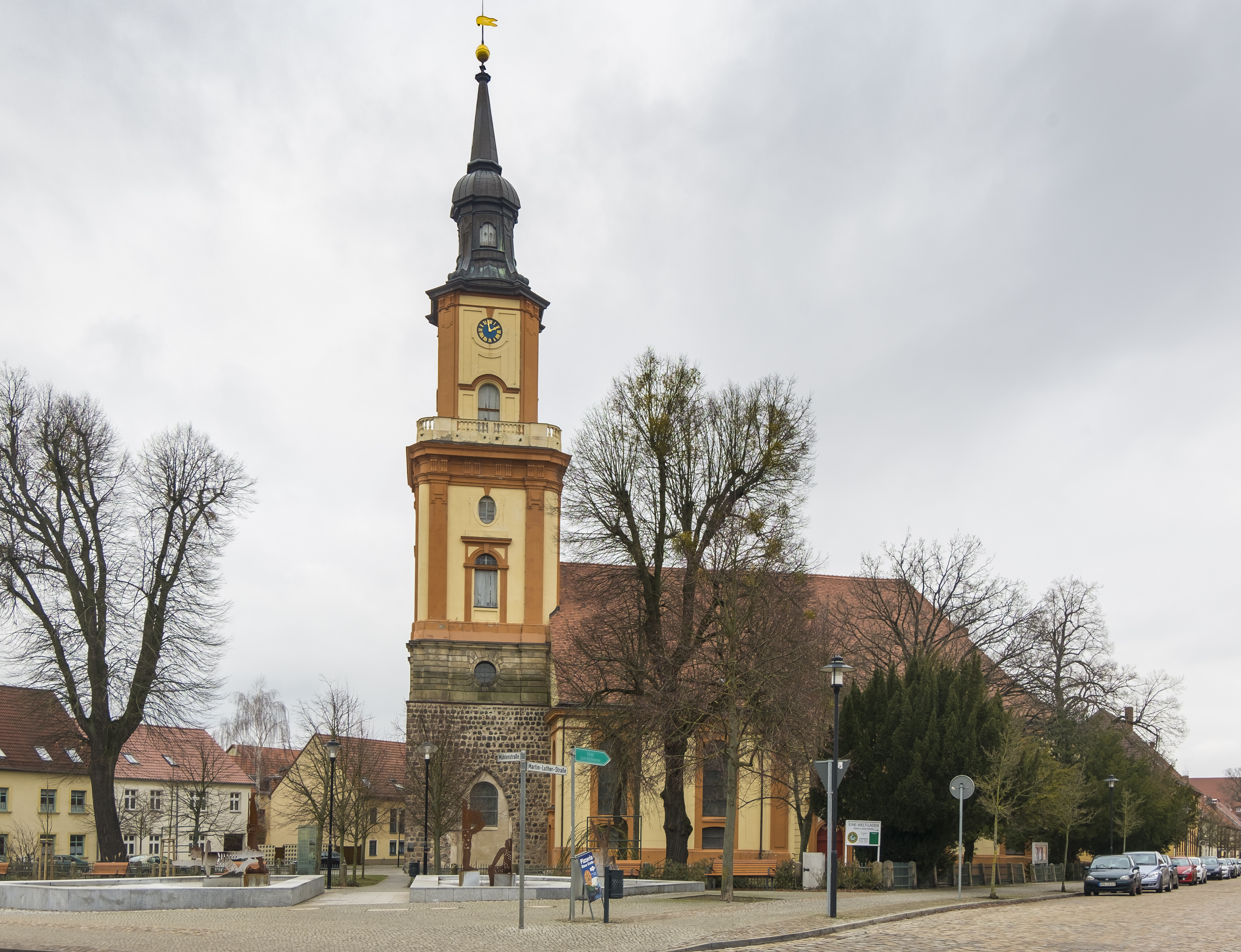
Widok na kościół w lutym 2018
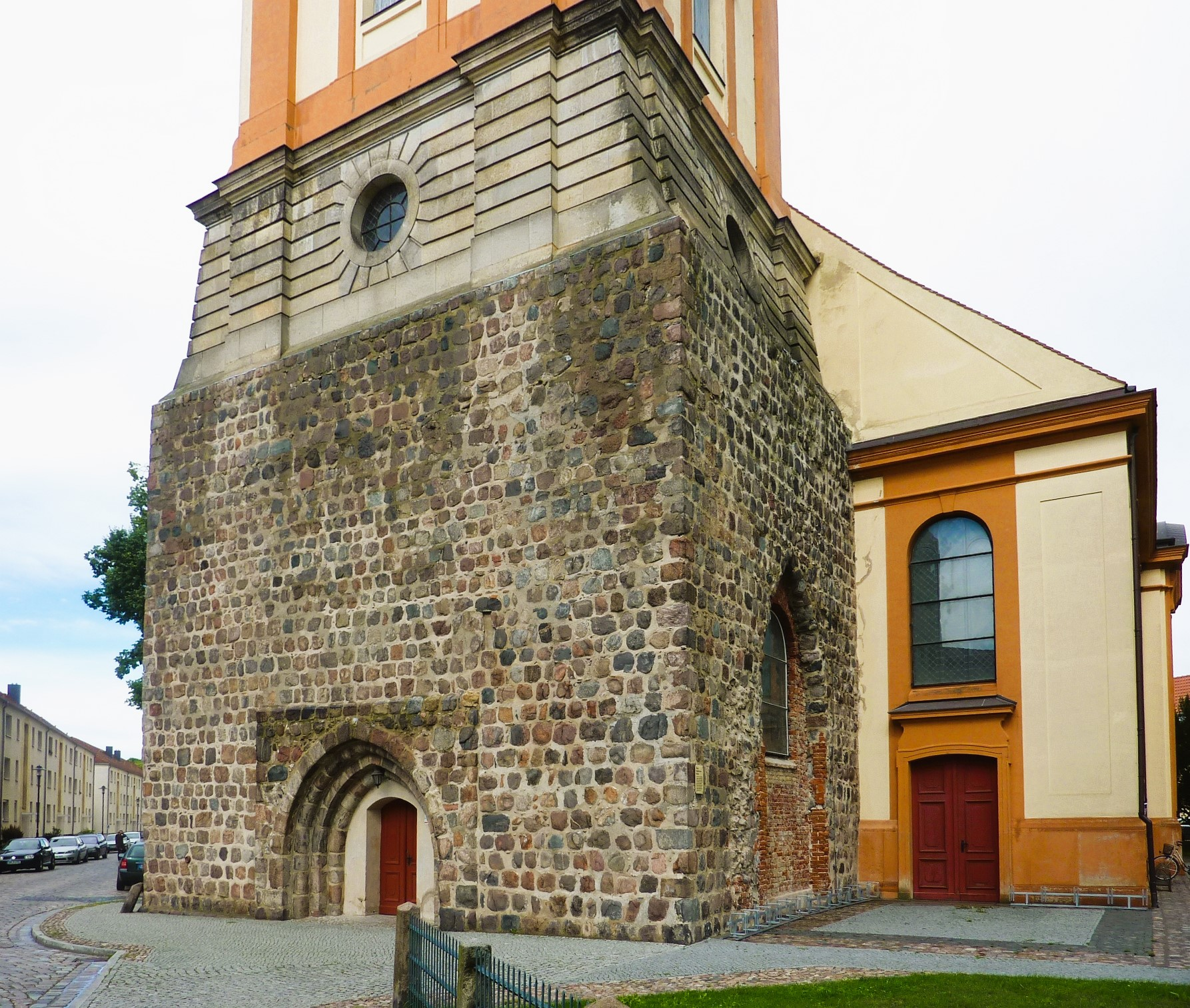
Kruchta
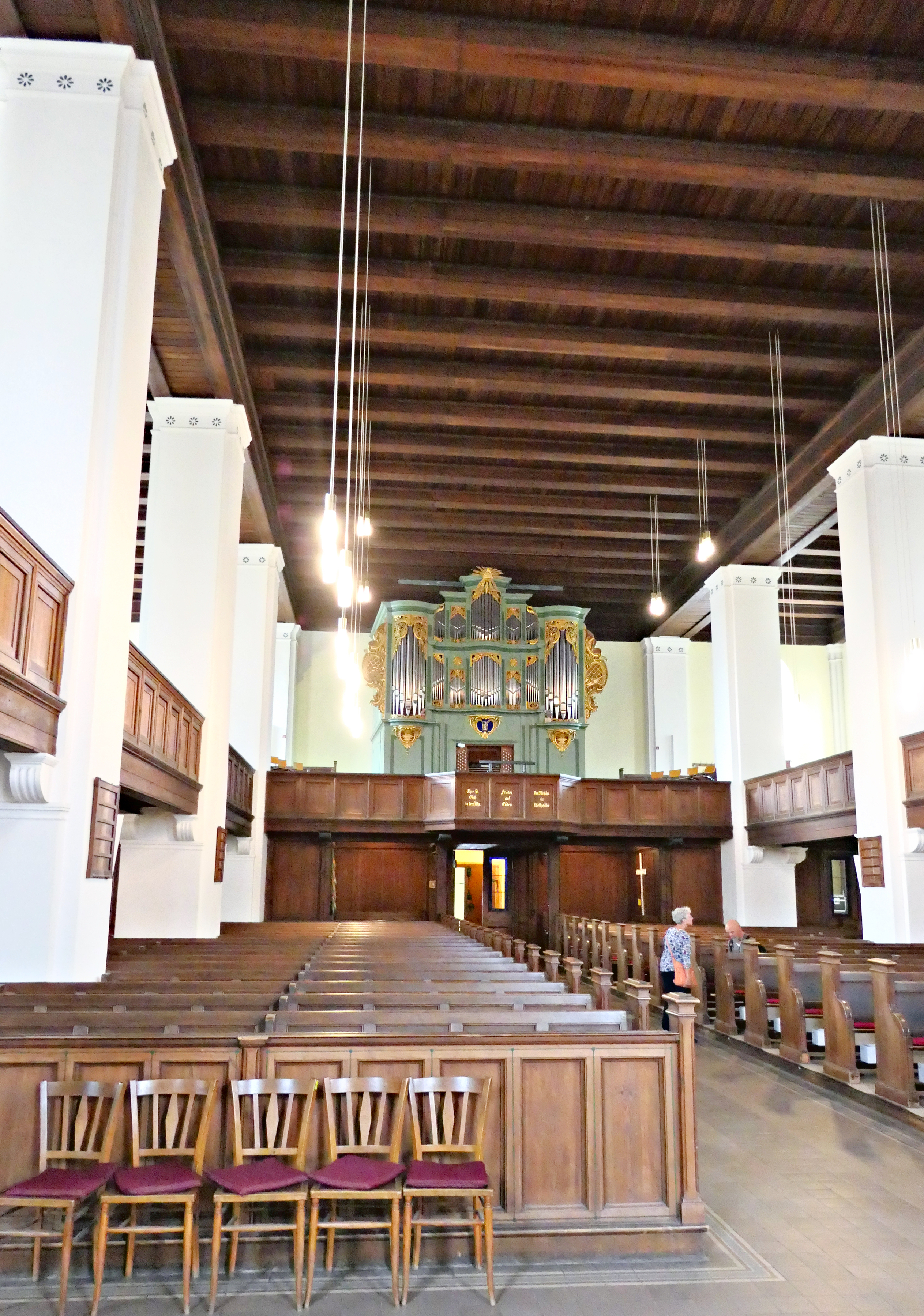
Nawa główna
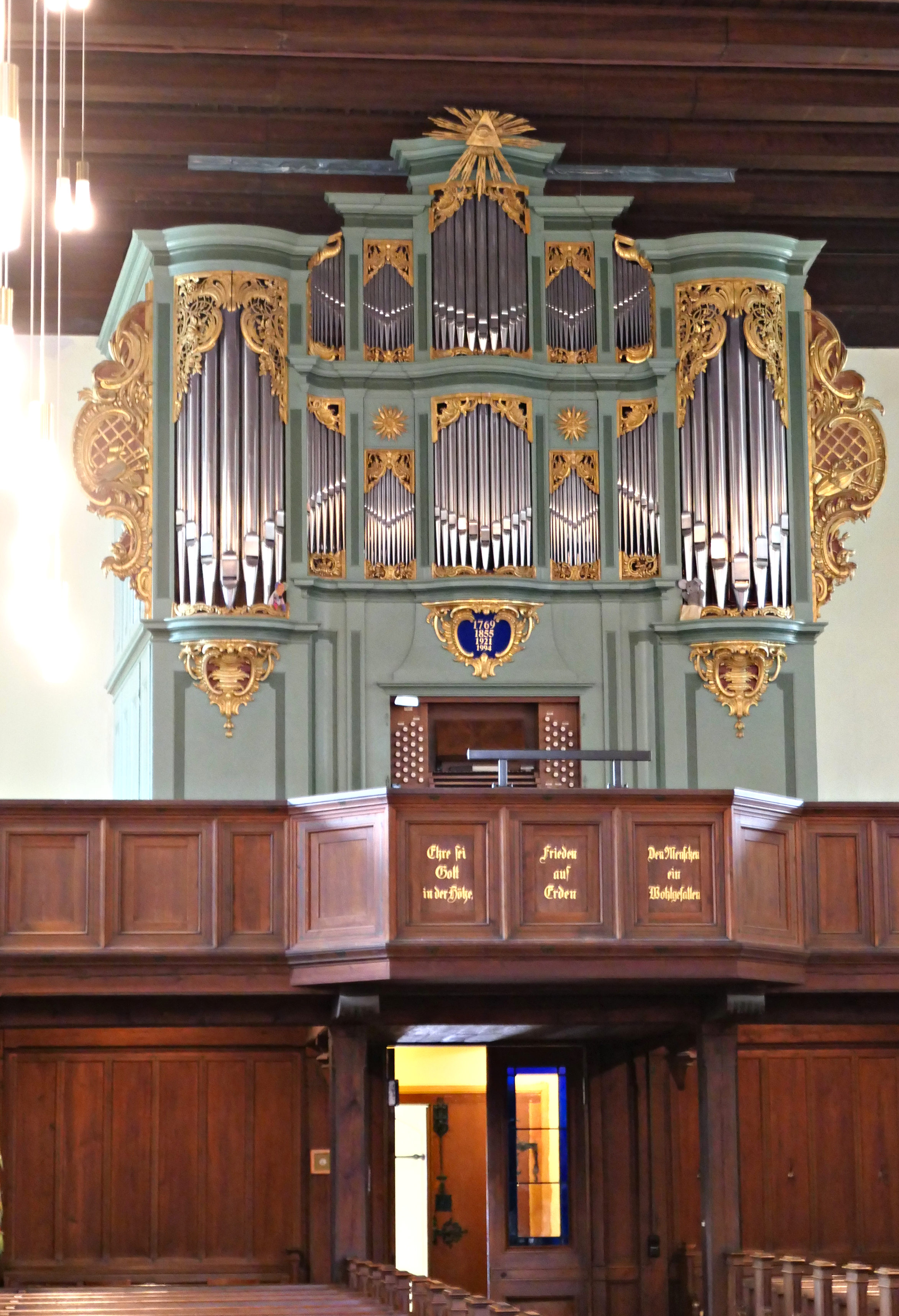
Organy Schukego
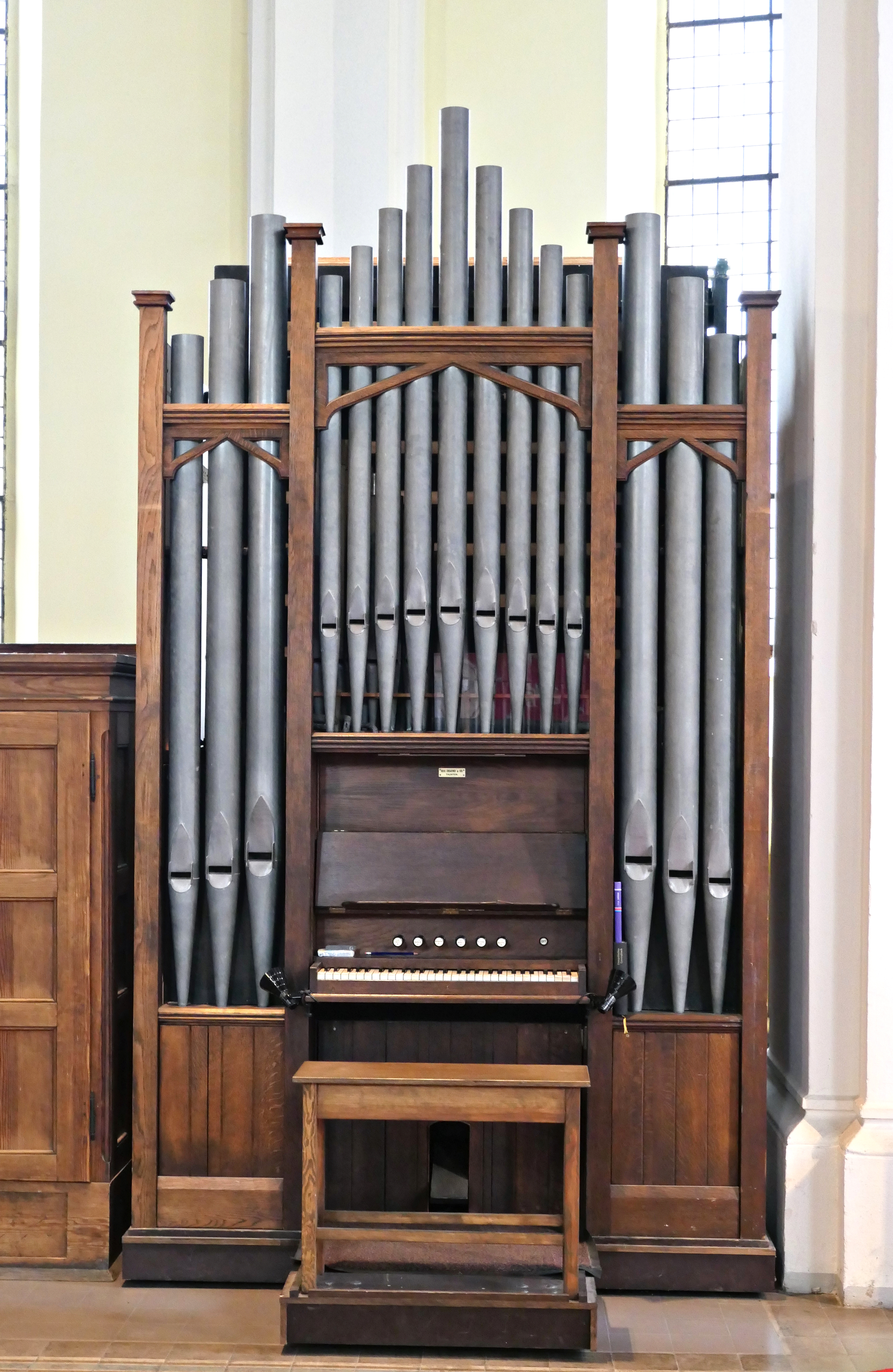
Organy Osmonda